# Granulites
Granulites es un género de foraminífero bentónico considerado como nomen nudum, propuesto como un subgénero de Nummulites, es decir, Nummulites (Granulites), y aceptado como sinónimo posterior de Nummulites de la familia Nummulitidae, de la superfamilia Nummulitoidea, del suborden Rotaliina y del orden Rotaliida. Su rango cronoestratigráfico abarcaba el Luteciense (Eoceno medio).